# Lista monumentelor istorice din județul Cluj - S

Simbol utilizat pentru monumentele istorice

Lista monumentelor istorice din județul Cluj - S cuprinde monumentele istorice înscrise în Patrimoniul cultural național al României și aflate în localități din județul Cluj al căror nume începe cu litera S.
Lista completă este menținută și actualizată periodic de către Ministerul Culturii, Cultelor și Patrimoniului Național din România, prin intermediul Institutului Național al Patrimoniului, ultima versiune datând din 2015. Această listă cuprinde și actualizările ulterioare, realizate prin ordin al ministrului culturii.
Puteți căuta un monument din județul Cluj folosind formularul de mai jos sau puteți naviga prin toate monumentele din județ la lista monumentelor istorice din județul Cluj.
| Cod LMI                              | Denumire                                                             | Localitate                          | Localizare                                                    | Datare, Creatori                                           | Imagine               | Erori             |
| ------------------------------------ | -------------------------------------------------------------------- | ----------------------------------- | ------------------------------------------------------------- | ---------------------------------------------------------- | --------------------- | ----------------- |
| CJ-I-s-A-07155 (RAN: 58847.01)       | Așezare                                                              | sat Sava; comuna Pălatca            | „Borșier” 46.89368°N 23.96649°E                               | Neolitic                                                   | Încarcă foto \| video | Raportează eroare |
| CJ-I-s-B-07156 (RAN: 57699.01)       | Așezare                                                              | sat Săcălaia; comuna Fizeșu Gherlii | „Codomarc” 46.95872°N 23.92241°E                              | Preistorie                                                 | Încarcă foto \| video | Raportează eroare |
| CJ-I-s-A-07157 (RAN: 57699.02)       | Așezare                                                              | sat Săcălaia; comuna Fizeșu Gherlii | „În islaz” 46.97732°N 23.94403°E                              | Epoca bronzului                                            | Încarcă foto \| video | Raportează eroare |
| CJ-I-s-A-07158 (RAN: 57289.01)       | Așezare                                                              | sat Sălicea; comuna Ciurila         | Vatra satului 46.67639°N 23.52732°E                           | Preistorie                                                 | Încarcă foto \| video | Raportează eroare |
| CJ-I-s-A-07159 (RAN: 57289.02)       | Situl arheologic de la Sălicea, punct „Gorganul”, „Făgetul Muntelui” | sat Sălicea; comuna Ciurila         | „Gorganul”, „Făgetul Muntelui”                                | Perioada de tranziție la epoca bronzului                   | Încarcă foto \| video | Raportează eroare |
| CJ-I-m-A-07159.01 (RAN: 57289.02.01) | Așezare                                                              | sat Sălicea; comuna Ciurila         | „Gorganul”, „Făgetul Muntelui” 46.68481°N 23.50623°E          | Perioada de tranziție la epoca bronzului, Cultura Coțofeni | Încarcă foto \| video | Raportează eroare |
| CJ-I-m-A-07159.02 (RAN: 57289.02.02) | Necropolă                                                            | sat Sălicea; comuna Ciurila         | „Gorganul”, „Făgetul Muntelui” 46.68481°N 23.50623°E          | Perioada de tranziție la epoca bronzului, Cultura Coțofeni | Încarcă foto \| video | Raportează eroare |
| CJ-I-s-A-07160 (RAN: 57289.03)       | Așezare                                                              | sat Sălicea; comuna Ciurila         | „Creasta Feleacului”                                          | Latène                                                     | Încarcă foto \| video | Raportează eroare |
| CJ-I-s-A-07161 (RAN: 57341.01)       | Turn roman                                                           | sat Sălișca; comuna Câțcău          | „Muncelu” 47.24099°N 23.8042°E                                | Epoca romană                                               | Încarcă foto \| video | Raportează eroare |
| CJ-I-s-B-07162 (RAN: 57056.01)       | Așezare                                                              | sat Săliștea Veche; comuna Chinteni | Extravilan, la E de sat                                       | sec. XI - XII                                              | Încarcă foto \| video | Raportează eroare |
| CJ-I-s-B-07163 (RAN: 57056.02)       | Situl arheologic de la Săliștea Veche, punct „Pe vale”               | sat Săliștea Veche; comuna Chinteni | „Pe vale”                                                     |                                                            | Încarcă foto \| video | Raportează eroare |
| CJ-I-m-B-07163.01 (RAN: 57056.02.02) | Așezare                                                              | sat Săliștea Veche; comuna Chinteni | „Pe vale”                                                     | Epoca migrațiilor                                          | Încarcă foto \| video | Raportează eroare |
| CJ-I-m-B-07163.02 (RAN: 57056.02.01) | Așezare                                                              | sat Săliștea Veche; comuna Chinteni | „Pe vale”                                                     | Epoca bronzului                                            | Încarcă foto \| video | Raportează eroare |
| CJ-I-s-A-07164 (RAN: 55320.01)       | Situl arheologic de la Săndulești, punct „Piatra tăiată”             | sat Săndulești; comuna Săndulești   | „Piatra tăiată”                                               | sec. II - III p. Chr.                                      | Încarcă foto \| video | Raportează eroare |
| CJ-I-m-A-07164.01 (RAN: 55320.01.02) | Așezare                                                              | sat Săndulești; comuna Săndulești   | „Piatra tăiată” 46.59444°N 23.70444°E                         | sec. II - III p. Chr.                                      | Încarcă foto \| video | Raportează eroare |
| CJ-I-m-A-07164.02 (RAN: 55320.01.01) | Carieră de piatră                                                    | sat Săndulești; comuna Săndulești   | „Piatra tăiată” 46.59444°N 23.70444°E                         | sec. II - III p. Chr.                                      | Încarcă foto \| video | Raportează eroare |
| CJ-I-s-A-07165 (RAN: 55320.02)       | Situl arheologic de la Săndulești, punct „Pietrele rotate”           | sat Săndulești; comuna Săndulești   | „Pietrele rotate”                                             | Preistorie                                                 | Încarcă foto \| video | Raportează eroare |
| CJ-I-m-A-07165.01 (RAN: 55320.02.01) | Așezare                                                              | sat Săndulești; comuna Săndulești   | „Pietrele rotate” 46.57972°N 23.70611°E                       | Preistorie                                                 | Încarcă foto \| video | Raportează eroare |
| CJ-I-m-A-07165.02 (RAN: 55320.02.02) | Tumuli                                                               | sat Săndulești; comuna Săndulești   | „Pietrele rotate” 46.57972°N 23.70611°E                       | Preistorie                                                 | Încarcă foto \| video | Raportează eroare |
| CJ-I-s-A-07166 (RAN: 55320.03)       | Situl arheologic de la Săndulești, punct 1                           | sat Săndulești; comuna Săndulești   | Extravilan                                                    | Perioada de tranziție la epoca bronzului                   | Încarcă foto \| video | Raportează eroare |
| CJ-I-m-A-07166.01 (RAN: 55320.03.01) | Așezare                                                              | sat Săndulești; comuna Săndulești   | Extravilan 46.58611°N 23.80445°E                              | Perioada de tranziție la epoca bronzului, Cultura Coțofeni | Încarcă foto \| video | Raportează eroare |
| CJ-I-m-A-07166.02 (RAN: 55320.03.02) | Tumuli                                                               | sat Săndulești; comuna Săndulești   | Extravilan 46.58611°N 23.80445°E                              | Perioada de tranziție la epoca bronzului, Cultura Coțofeni | Încarcă foto \| video | Raportează eroare |
| CJ-I-s-A-07167 (RAN: 59336.01)       | Așezare fortificată                                                  | sat Săvădisla; comuna Săvădisla     | Platoul „Cetatea Păuca” 46.66865°N 23.4577°E                  | Preistorie                                                 | Încarcă foto \| video | Raportează eroare |
| CJ-I-s-B-07168 (RAN: 55758.01)       | Tumul                                                                | sat Sânnicoară; comuna Apahida      | Extravilan, pe malul stâng al Someșului                       | Preistorie                                                 | Încarcă foto \| video | Raportează eroare |
| CJ-I-s-A-07169 (RAN: 55758.02)       | Așezare                                                              | sat Sânnicoară; comuna Apahida      | Lângă groapa „Zisocului” 46.78333°N 23.70194°E                | Hallstatt                                                  | Încarcă foto \| video | Raportează eroare |
| CJ-I-s-B-07170 (RAN: 55758.03)       | Așezare                                                              | sat Sânnicoară; comuna Apahida      | Terasa de la S de sat                                         | Epoca romană                                               | Încarcă foto \| video | Raportează eroare |
| CJ-I-s-B-07171 (RAN: 55758.04)       | Așezare                                                              | sat Sânnicoară; comuna Apahida      | „După capul satului”                                          | Epoca romană                                               | Încarcă foto \| video | Raportează eroare |
| CJ-I-s-A-07172                       | Situl arheologic de la Sânnicoară, punct 1                           | sat Sânnicoară; comuna Apahida      | La S-E de limita intravilanului                               | Epoca romană                                               | Încarcă foto \| video | Raportează eroare |
| CJ-I-m-B-07172.01 (RAN: 55758.05.01) | Așezare                                                              | sat Sânnicoară; comuna Apahida      | La V de limita intravilanului 46.78194°N 23.70333°E           | Epoca romană                                               | Încarcă foto \| video | Raportează eroare |
| CJ-I-m-A-07172.02                    | Necropolă                                                            | sat Sânnicoară; comuna Apahida      | La V de limita intravilanului                                 | Epoca romană                                               | Încarcă foto \| video | Raportează eroare |
| CJ-I-s-B-07173 (RAN: 55758.06)       | Tumuli                                                               | sat Sânnicoară; comuna Apahida      | Extravilan, la NE de halta Dezmir 46.79256°N 23.73677°E       | Preistorie                                                 | Încarcă foto \| video | Raportează eroare |
| CJ-I-s-B-07174 (RAN: 55758.07)       | Situl arheologic de la Sânnicoară, punct „Ferma Palocsay”            | sat Sânnicoară; comuna Apahida      | Ferma Palocsay                                                |                                                            | Încarcă foto \| video | Raportează eroare |
| CJ-I-m-B-07174.01 (RAN: 55758.07.02) | Așezare                                                              | sat Sânnicoară; comuna Apahida      | Ferma Palocsay                                                | sec. VIII - IX                                             | Încarcă foto \| video | Raportează eroare |
| CJ-I-m-B-07174.02 (RAN: 55758.07.01) | Așezare                                                              | sat Sânnicoară; comuna Apahida      | Ferma Palocsay                                                | sec. IV - VII                                              | Încarcă foto \| video | Raportează eroare |
| CJ-I-s-A-07175 (RAN: 59853.01)       | Așezare                                                              | sat Sântejude; comuna Țaga          | „Fundătura” 46.93855°N 23.94708°E                             | Eneolitic                                                  | Încarcă foto \| video | Raportează eroare |
| CJ-I-s-A-07177 (RAN: 57939.02)       | Situl arheologic de la Someșu Rece-Gilău, punct „Cetate”             | sat Someșu Rece; comuna Gilău       | „Cetate” 46.71655°N 23.34261°E                                |                                                            | Încarcă foto \| video | Raportează eroare |
| CJ-I-m-A-07177.01 (RAN: 57939.02.04) | Așezare                                                              | sat Someșu Rece; comuna Gilău       | „Cetate” 46.71655°N 23.34261°E                                | Latène                                                     | Încarcă foto \| video | Raportează eroare |
| CJ-I-m-A-07177.02 (RAN: 57939.02.03) | Așezare fortificată                                                  | sat Someșu Rece; comuna Gilău       | „Cetate” 46.71655°N 23.34261°E                                | Hallstatt                                                  | Încarcă foto \| video | Raportează eroare |
| CJ-I-m-A-07177.03 (RAN: 57939.02.02) | Așezare                                                              | sat Someșu Rece; comuna Gilău       | „Cetate” 46.71655°N 23.34261°E                                | Epoca bronzului                                            | Încarcă foto \| video | Raportează eroare |
| CJ-I-m-A-07177.04 (RAN: 57939.02.06) | Așezare                                                              | sat Someșu Rece; comuna Gilău       | „Cetate” 46.71655°N 23.34261°E                                | Neolitic                                                   | Încarcă foto \| video | Raportează eroare |
| CJ-I-s-A-20245 (RAN: 57939.01)       | Așezare                                                              | sat Someșu Rece; comuna Gilău       | „Peștera Oaselor” 46.71854°N 23.34144°E                       | Paleolitic superior                                        | Încarcă foto \| video | Raportează eroare |
| CJ-I-s-A-07178 (RAN: 57822.01)       | Situl arheologic de la Soporu de Câmpie, punct „Măzăriște”           | sat Soporu de Câmpie; comuna Frata  | „Măzăriște” 46.7129°N 23.96759°E                              |                                                            | Încarcă foto \| video | Raportează eroare |
| CJ-I-m-B-07178.01 (RAN: 57822.01.03) | Așezare                                                              | sat Soporu de Câmpie; comuna Frata  | „Măzăriște” 46.7129°N 23.96759°E                              | Epoca romană                                               | Încarcă foto \| video | Raportează eroare |
| CJ-I-m-A-07178.02 (RAN: 57822.01.02) | Așezare                                                              | sat Soporu de Câmpie; comuna Frata  | „Măzăriște” 46.7129°N 23.96759°E                              | Epoca bronzului                                            | Încarcă foto \| video | Raportează eroare |
| CJ-I-s-A-07179 (RAN: 57822.02)       | Situl arheologic de la Soporu de Câmpie, punct „Sânișoara”           | sat Soporu de Câmpie; comuna Frata  | „Sânișoara” 46.69619°N 23.96961°E                             |                                                            | Încarcă foto \| video | Raportează eroare |
| CJ-I-m-A-07179.01 (RAN: 57822.02.03) | Necropolă                                                            | sat Soporu de Câmpie; comuna Frata  | „Sânișoara” 46.69619°N 23.96961°E                             | Epoca migrațiilor                                          | Încarcă foto \| video | Raportează eroare |
| CJ-I-m-A-07179.02 (RAN: 57822.02.02) | Necropolă                                                            | sat Soporu de Câmpie; comuna Frata  | „Sânișoara” 46.69619°N 23.96961°E                             | Latène                                                     | Încarcă foto \| video | Raportează eroare |
| CJ-I-m-B-07179.03                    | Așezare                                                              | sat Soporu de Câmpie; comuna Frata  | „Sânișoara”                                                   | Hallstatt                                                  | Încarcă foto \| video | Raportează eroare |
| CJ-I-s-A-07180 (RAN: 57822.03)       | Situl arheologic de la Soporu de Câmpie, punct „Cuntenit”            | sat Soporu de Câmpie; comuna Frata  | „Cuntenit”                                                    |                                                            | Încarcă foto \| video | Raportează eroare |
| CJ-I-m-A-07180.01 (RAN: 57822.03.02) | Așezare                                                              | sat Soporu de Câmpie; comuna Frata  | „Cuntenit” 46.68863°N 23.99816°E                              | Epoca migrațiilor                                          | Încarcă foto \| video | Raportează eroare |
| CJ-I-m-A-07180.02 (RAN: 57822.03.03) | Necropolă                                                            | sat Soporu de Câmpie; comuna Frata  | „Cuntenit” 46.68863°N 23.99816°E                              | Epoca migrațiilor                                          | Încarcă foto \| video | Raportează eroare |
| CJ-I-m-A-07180.03 (RAN: 57822.03.04) | Așezare                                                              | sat Soporu de Câmpie; comuna Frata  | „Cuntenit” 46.68863°N 23.99816°E                              | Epocă romană                                               | Încarcă foto \| video | Raportează eroare |
| CJ-I-m-A-07180.04 (RAN: 57822.03.01) | Necropolă                                                            | sat Soporu de Câmpie; comuna Frata  | „Cuntenit” 46.68863°N 23.99816°E                              | sec. II - III p. Chr.                                      | Încarcă foto \| video | Raportează eroare |
| CJ-I-s-A-07181 (RAN: 57822.04)       | Necropolă                                                            | sat Soporu de Câmpie; comuna Frata  | „Poderei” 46.69826°N 24.00095°E                               | sec. IX, Epoca medievală timpurie                          | Încarcă foto \| video | Raportează eroare |
| CJ-I-s-B-07182 (RAN: 57822.05)       | Așezare                                                              | sat Soporu de Câmpie; comuna Frata  | La S de punctul „Cuntenit”, lângă șosea 46.68201°N 23.99637°E | Epoca medievală                                            | Încarcă foto \| video | Raportează eroare |
| CJ-I-s-B-07183 (RAN: 58785.01)       | Situl arheologic de la Stejeriș, punct „Izvorul Rece”                | sat Stejeriș; comuna Moldovenești   | „Izvorul Rece”                                                |                                                            | Încarcă foto \| video | Raportează eroare |
| CJ-I-m-B-07183.01 (RAN: 58785.01.03) | Așezare                                                              | sat Stejeriș; comuna Moldovenești   | „Izvorul Rece” 46.4574°N 23.73824°E                           | sec. IX - XI                                               | Încarcă foto \| video | Raportează eroare |
| CJ-I-m-B-07183.02 (RAN: 58785.01.02) | Așezare                                                              | sat Stejeriș; comuna Moldovenești   | „Izvorul Rece” 46.4574°N 23.73824°E                           | Latène                                                     | Încarcă foto \| video | Raportează eroare |
| CJ-I-m-B-07183.03 (RAN: 58785.01.01) | Așezare                                                              | sat Stejeriș; comuna Moldovenești   | „Izvorul Rece” 46.4574°N 23.73824°E                           | Preistorie                                                 | Încarcă foto \| video | Raportează eroare |
| CJ-I-s-B-07184 (RAN: 58785.02)       | Tumuli                                                               | sat Stejeriș; comuna Moldovenești   | „Gâlmeie” 46.45398°N 23.73965°E                               | Preistorie                                                 | Încarcă foto \| video | Raportează eroare |
| CJ-I-s-A-07185 (RAN: 57500.01)       | Așezare fortificată                                                  | sat Stoiana; comuna Cornești        | Extravilan, la N de sat 47.02858°N 23.66637°E                 | Preistorie                                                 | Încarcă foto \| video | Raportează eroare |
| CJ-I-s-B-07186 (RAN: 59666.01)       | Situl arheologic de la Suatu, punct „Fânațele de Jos”                | sat Suatu; comuna Suatu             | „Fânațele de Jos” 46.79433°N 23.95091°E                       |                                                            | Încarcă foto \| video | Raportează eroare |
| CJ-I-m-B-07186.01 (RAN: 59666.01.03) | Așezare                                                              | sat Suatu; comuna Suatu             | „Fânațele de Jos” 46.79433°N 23.95091°E                       | Epoca romană                                               | Încarcă foto \| video | Raportează eroare |
| CJ-I-m-B-07186.02 (RAN: 59666.01.01) | Așezare                                                              | sat Suatu; comuna Suatu             | „Fânațele de Jos” 46.79433°N 23.95091°E                       | Epoca bronzului                                            | Încarcă foto \| video | Raportează eroare |
| CJ-I-s-B-07187 (RAN: 59666.02)       | Așezare                                                              | sat Suatu; comuna Suatu             | In centrul satului, lângă moară 46.77851°N 23.96991°E         | Epoca romană                                               | Încarcă foto \| video | Raportează eroare |
| CJ-I-s-B-07188 (RAN: 59666.03)       | Situl arheologic de la Suatu, punct „Dijmași”                        | sat Suatu; comuna Suatu             | „Dijmași”                                                     |                                                            | Încarcă foto \| video | Raportează eroare |
| CJ-I-m-B-07188.01 (RAN: 59666.03.02) | Așezare                                                              | sat Suatu; comuna Suatu             | „Dijmași” 46.80201°N 23.93591°E                               | sec. VIII                                                  | Încarcă foto \| video | Raportează eroare |
| CJ-I-m-B-07188.02 (RAN: 59666.03.01) | Așezare                                                              | sat Suatu; comuna Suatu             | „Dijmași” 46.80201°N 23.93591°E                               | Epoca romană                                               | Încarcă foto \| video | Raportează eroare |
| CJ-I-s-A-07189 (RAN: 59666.04)       | Necropolă                                                            | sat Suatu; comuna Suatu             | „Somoșa” 46.76526°N 23.97744°E                                | sec. IV p. Chr.                                            | Încarcă foto \| video | Raportează eroare |
| CJ-I-s-B-07190 (RAN: 55909.01)       | Așezare                                                              | sat Suceagu; comuna Baciu           | „Adeguș”, „Livada cu meri”, „La Băi” 46.79442°N 23.47638°E    | Neolitic                                                   | Încarcă foto \| video | Raportează eroare |
| CJ-I-s-B-07191 (RAN: 55909.02)       | Situl arheologic de la Suceagu, punct „Cepegheu”                     | sat Suceagu; comuna Baciu           | „Cepegheu”                                                    |                                                            | Încarcă foto \| video | Raportează eroare |
| CJ-I-m-B-07191.01 (RAN: 55909.02.02) | Așezare                                                              | sat Suceagu; comuna Baciu           | „Cepegheu” 46.78587°N 23.44928°E                              | Latène                                                     | Încarcă foto \| video | Raportează eroare |
| CJ-I-m-B-07191.02 (RAN: 55909.02.01) | Așezare                                                              | sat Suceagu; comuna Baciu           | „Cepegheu” 46.78587°N 23.44928°E                              | Preistorie                                                 | Încarcă foto \| video | Raportează eroare |
| CJ-I-s-B-07192 (RAN: 55909.03)       | Așezare                                                              | sat Suceagu; comuna Baciu           | „La Oradba” 46.77304°N 23.44308°E                             | Hallstatt                                                  | Încarcă foto \| video | Raportează eroare |
| CJ-I-s-B-07193 (RAN: 55909.04)       | Situl arheologic de la Suceagu, punct „Dealul Halastăului”           | sat Suceagu; comuna Baciu           | „Dealul Halastăului” 46.77994°N 23.45328°E                    |                                                            | Încarcă foto \| video | Raportează eroare |
| CJ-I-m-B-07193.01 (RAN: 55909.04.01) | Așezare                                                              | sat Suceagu; comuna Baciu           | „Dealul Halastăului” 46.77994°N 23.45328°E                    | Latène                                                     | Încarcă foto \| video | Raportează eroare |
| CJ-I-m-B-07193.02                    | Așezare                                                              | sat Suceagu; comuna Baciu           | „Dealul Halastăului”                                          | Hallstatt                                                  | Încarcă foto \| video | Raportează eroare |
| CJ-I-s-B-07194 (RAN: 55909.05)       | Așezare                                                              | sat Suceagu; comuna Baciu           | „Chintăul Gilăului” 46.77475°N 23.43699°E                     | Epoca romană                                               | Încarcă foto \| video | Raportează eroare |
| CJ-I-s-B-07195 (RAN: 55909.06)       | Villa rustica                                                        | sat Suceagu; comuna Baciu           | „Oltovani”                                                    | Epoca romană                                               | Încarcă foto \| video | Raportează eroare |
| CJ-I-a-A-07196                       | Situl arheologic de la Suceagu, punct „Orat”                         | sat Suceagu; comuna Baciu           | „Orat”                                                        |                                                            | Încarcă foto \| video | Raportează eroare |
| CJ-I-s-A-07196.01 (RAN: 55909.07.02) | Așezare                                                              | sat Suceagu; comuna Baciu           | „Orat”                                                        | sec. IV p. Chr.                                            | Încarcă foto \| video | Raportează eroare |
| CJ-I-s-A-07196.02 (RAN: 55909.07.01) | Villa rustica                                                        | sat Suceagu; comuna Baciu           | „Orat”                                                        | sec. II - III p. Chr.                                      | Încarcă foto \| video | Raportează eroare |
| CJ-I-s-B-07197 (RAN: 57895.01)       | Așezare                                                              | sat Sucutard; comuna Geaca          | Intravilan 46.89377°N 24.0693°E                               | Epoca bronzului                                            | Încarcă foto \| video | Raportează eroare |
| CJ-II-m-B-07746 (RAN: 56005.01)      | Ruinele cetății Lita                                                 | sat Săcel; comuna Băișoara          |                                                               | sec. XIII-XV                                               |                       | Raportează eroare |
| CJ-II-m-B-07747 (RAN: 57341.02)      | Biserica de lemn „Sf. Arhangheli Mihail și Gavriil”, din Deal        | sat Sălișca; comuna Câțcău          | 171 47.22237°N 23.8228°E                                      | 1680                                                       | Alte imagini          | Raportează eroare |
| CJ-II-m-B-07748 (RAN: 57298.02)      | Biserica de lemn „Sf. Arhangheli Mihail și Gavriil”                  | sat Săliște; comuna Ciurila         | 3                                                             | 1754                                                       | Alte imagini          | Raportează eroare |
| CJ-II-m-B-07749 (RAN: 55892.01)      | Biserica de lemn „Nașterea Sf. Ioan Botezătorul”                     | sat Săliștea Nouă; comuna Baciu     | 52 A                                                          | 1750                                                       | Alte imagini          | Raportează eroare |
| CJ-II-m-B-07750 (RAN: 57056.03)      | Biserica de lemn                                                     | sat Săliștea Veche; comuna Chinteni |                                                               | 1589-1600                                                  | Alte imagini          | Raportează eroare |
| CJ-II-m-B-07751 (RAN: 55320.07)      | Biserica „Sf. Arhangheli Mihail și Gavriil”                          | sat Săndulești; comuna Săndulești   | 164                                                           | sec. XV                                                    | Alte imagini          | Raportează eroare |
| CJ-II-a-B-07752 (RAN: 55320.06)      | Biserica unitariană                                                  | sat Săndulești; comuna Săndulești   | 202                                                           | sec. XV                                                    | Alte imagini          | Raportează eroare |
| CJ-II-m-B-07753                      | Castelul Mikes, azi Sanatoriul TBC                                   | sat Săvădisla; comuna Săvădisla     | 347 46.67316°N 23.45783°E                                     | sec. XIX                                                   | Alte imagini          | Raportează eroare |
| CJ-II-m-B-07754 (RAN: 59568.01)      | Biserica de lemn „Sf. Arhangheli Mihail și Gavriil”                  | sat Sâmboieni; comuna Sânmartin     | 32                                                            | 1753                                                       | Alte imagini          | Raportează eroare |
| CJ-II-m-B-07755 (RAN: 59443.01)      | Biserica reformată                                                   | sat Sâncraiu; comuna Sâncraiu       | 308                                                           | sec. XIII-XV                                               | Alte imagini          | Raportează eroare |
| CJ-II-m-B-07756 (RAN: 59595.01)      | Biserica de lemn „Sf. Arhangheli Mihail și Gavriil”                  | sat Sânpaul; comuna Sânpaul         | 138 46.8697°N 23.42001°E                                      | 1722                                                       | Alte imagini          | Raportează eroare |
| CJ-II-m-B-07757 (RAN: 59853.02)      | Biserica de lemn „Sf. Dumitru”                                       | sat Sântejude; comuna Țaga          | 155                                                           | 1701                                                       | Alte imagini          | Raportează eroare |
| CJ-II-m-B-07758                      | Biserica de lemn                                                     | sat Sic; comuna Sic                 |                                                               | sec. XIX                                                   | Încarcă foto \| video | Raportează eroare |
| CJ-II-m-A-07759 (RAN: 59425.06)      | Biserica reformată                                                   | sat Sic; comuna Sic                 | Str. A doua 38                                                | sec. XIII                                                  | Alte imagini          | Raportează eroare |
| CJ-II-m-B-07760                      | Biserica „Sf. Arhangheli Mihail și Gavriil”                          | sat Sic; comuna Sic                 | Str. a doua 475 46.94353°N 23.90163°E                         | 1731-1760                                                  | Alte imagini          | Raportează eroare |
| CJ-II-m-B-07761 (RAN: 59425.05)      | Biserica mănăstirii franciscane                                      | sat Sic; comuna Sic                 | Str. Întâia 123                                               | 1758-1795                                                  | Alte imagini          | Raportează eroare |
| CJ-II-m-B-07762 (RAN: 59425.07)      | Biserica de lemn „Sf. Ioan Gură de Aur”                              | sat Sic; comuna Sic                 | Str. Sutâior 123                                              | 1707                                                       | Încarcă foto \| video | Raportează eroare |
| CJ-II-m-B-07763                      | Biserica de lemn „Sf. Arhangheli Mihail și Gavriil”                  | localitatea Silivaș; oraș Gherla    | 98 46.98877°N 23.86805°E                                      | 1827                                                       | Alte imagini          | Raportează eroare |
| CJ-II-m-B-07764 (RAN: 57939.03)      | Biserica de lemn „Pogorârea Sf. Duh”                                 | sat Someșu Rece; comuna Gilău       | 71                                                            | sec. XVIII                                                 |                       | Raportează eroare |
| CJ-II-m-B-07765 (RAN: 58785.03)      | Biserica reformată                                                   | sat Stejeriș; comuna Moldovenești   | 150                                                           | 1714                                                       | Alte imagini          | Raportează eroare |
| CJ-II-m-B-07766 (RAN: 57500.02)      | Biserica reformată                                                   | sat Stoiana; comuna Cornești        | 7 47.01702°N 23.68738°E                                       | sec. XV                                                    | Alte imagini          | Raportează eroare |
| CJ-II-m-B-07767 (RAN: 59381.01)      | Biserica de lemn „Cuvioasa Paraschiva” și „Sf. Nicolae”              | sat Stolna; comuna Săvădisla        | 47                                                            | 1730                                                       | Alte imagini          | Raportează eroare |
| CJ-II-m-B-07768 (RAN: 56657.01)      | Biserica de lemn „Sf. Trei Ierarhi”                                  | sat Straja; comuna Căpușu Mare      | 57 46.80729°N 23.29329°E                                      | sec. XVII                                                  | Alte imagini          | Raportează eroare |
| CJ-II-m-B-07769 (RAN: 56737.01)      | Biserica de lemn „Sf. Apostoli Petru și Pavel”                       | sat Strâmbu; comuna Chuiești        |                                                               | sec. XVIII                                                 | Încarcă foto \| video | Raportează eroare |
| CJ-II-m-B-07770 (RAN: 57136.02)      | Biserica „Sf. Arhangheli”                                            | sat Strâmbu; comuna Chiuiești       | 110                                                           | sec. XVII                                                  |                       | Raportează eroare |
| CJ-II-m-B-07771 (RAN: 59666.06)      | Biserica unitariană din Suatu                                        | sat Suatu; comuna Suatu             |                                                               | sec. XIV - XV                                              |                       | Raportează eroare |
| CJ-II-m-B-07772 (RAN: 55909.12)      | Biserica reformată                                                   | sat Suceagu; comuna Baciu           | 307                                                           | 1747-1749                                                  | Alte imagini          | Raportează eroare |
| CJ-II-m-B-07773 (RAN: 59620.01)      | Biserica de lemn „Sf. Arhangheli Mihail și Gavriil”                  | sat Sumurducu; comuna Sânpaul       | 48                                                            | 1715                                                       | Alte imagini          | Raportează eroare |
| CJ-II-m-B-07774 (RAN: 58115.01)      | Biserica de lemn „Sf. Arhangheli Mihail și Gavriil”                  | sat Surduc; comuna Iara             | 35 46.54031°N 23.54946°E                                      | sec. XVIII                                                 | Alte imagini          | Raportează eroare |
| CJ-III-m-B-07822                     | Cele 2 stele de piatră de la Ocna Părăsită                           | sat Sic; comuna Sic                 |                                                               | 1882                                                       | Încarcă foto \| video | Raportează eroare |